# 461650 Paisdezső
461650 Paisdezső è un asteroide della fascia principale. Scoperto nel 2005, presenta un'orbita caratterizzata da un semiasse maggiore pari a 2,3936655 au e da un'eccentricità di 0,1828039, inclinata di 26,49419° rispetto all'eclittica.